# Dukanmeer
Het Dukanmeer is een stuwmeer in de Kleine Zab in het gouvernement Suleimaniya in Irak. Het meer ontstond in 1959 nadat de bouw van de Dukandam voltooid was. Voorafgaand aan het vullen van het stuwmeer werden verschillende archeologische vindplaatsen onderzocht die onder water zouden komen te staan. Deze vindplaatsen waren Tell Bazmusian, ed-Dem, Kamarian, Qarashina en Tell Shemshara. In Tell Bazmusian werd een tempel uit het tweede millennium v.Chr. opgegraven terwijl op Tell Shemshara bewoningslagen uit het zesde millennium v.Chr. werden gevonden en een paleis met een archief van kleitabletten uit het tweede millennium v.Chr. De bewoners van ongeveer 50 dorpen in het gebied dat onder water werd gezet werden verhuisd naar het gebied ten westen van het meer.